# Ecublens, Vaud
Ecublens är en ort och  kommun i distriktet Ouest lausannois  i kantonen Vaud, Schweiz. Kommunen har 13 320 invånare (2023).
I Ecublens finns den tekniska högskolan École polytechnique fédérale de Lausanne och delar av Lausannes universitet.